# Indigofera argentea
Indigofera argentea là một loài thực vật có hoa trong họ Đậu. Loài này được Burm.f. miêu tả khoa học đầu tiên.